# Louis Andriessen
Louis Andriessen   (Utrecht, 6 de juny de 1939 - Weesp, 1 de juliol de 2021) fou un compositor neerlandès.
Era professor de composició en el Conservatori Reial de La Haia, i la seva música fou publicada per Donemus als Països Baixos i Boosey & Hawkes al Regne Unit. Els seus enregistraments apareixen amb l'etiqueta de Nonesuch Records.

## Biografia
Andriessen va néixer en una família de músics, és fill del compositor Hendrik Andriessen (1892-1981), i germà dels compositors Jurriaan Andriessen (1925-1996) i Cecilia Andriessen (1931 -), i nebot de Willem Andriessen (1887-1964).
Andriessen estudià inicialment amb el seu pare i amb Kees van Baaren en el Real Conservatori de la Haia, després de dos anys d'estudis ho va fer amb el compositor italià Luciano Berio a Milà i Berlín.
Després de conviure més de 40 anys amb la guitarrista Jeanette Yanikian, per fi es casaren l'any 1996.

## Primeres obres
Les primeres obres d'Andriessen, mostren l'experimentació amb diverses tendències contemporànies: el serialisme de post-guerra (Serie, 1958), el pastiche (Anachronie I, 1966-67), i la cinta (Il Duce, 1973). La seva reacció al que ell va percebre com el conservadorisme de gran part de l'escena de la música neerlandesa contemporània el portà a la formació d'una estètica musical alternativa de la seva. Des de la dècada de 1970 es va negar a escriure per les orquestres simfòniques convencionals, per contra, va optar per escriure per llurs combinacions pròpies instrumentals, que sovint conserven alguns instruments tradicionals junt a les guitarres elèctriques, baixos elèctrics, i les congues.
Andriessen, madura la música i combina les influències de Stravinsky i el minimalisme estatunidenc. La seva escriptura harmònica evita molt la modalitat consonant del minimalisme, preferint la dissonància de la post-guerra europea, sovint cristal·litzant en grans blocs de so. Peces de gran escala com De Staat (República) (1972-76), por exemple, estan influenciats per l'energia de la música de big band de Count Basie i Stan Kenton i els procediments de repetició de Steve Reich, ambdós combinats amb brillantor, xoc de dissonàncies.
Musicalment doncs, Andriessen és, anti-germànic i anti-romàntic, i marca una sortida de serialisme de post-guerra Europea i llurs ramificacions. També ha tingut un paper important en proporcionar alternatives a les tècniques de la pràctica tradicional de rendiment, sovint especificat de forma contundent, articulacions rítmiques, i s'amplifica, no vibrato, cantant.
Altres obres notables són Els Treballadors de la Unió (1975), una peça melódica indeterminada "per qualsevol grup d'instruments de so alt"; Mausoleu (1979) per 2 barítons i un gran conjunt; De Tijd (Temps) (1979-81) per cantants i conjunt; De Snelheid (velocitat) (1982-3), de 3 conjunts amplificats; De Materie (1984-88) una obra de quatre parts grans per a veus i conjunt, amb el cineasta i llibretista Peter Greenaway en la pel·lícula M és per l'home, Music, Mozart i les òperes Rosa: (1994, A Horse Drama) i Writing to Vermeer (1998), i la més propera La Passione (2000-02) per veu femenina i de conjunt.

## Conjunts
Andriessen, ajudà a fundar els grups instrumentals De Volharding i Hoketus, ambdós de los quals realitza les composicions dels mateixos noms. Més tard va tindre un paper important en la fundació del Schönberg Endemble i de l'Asko Ensemble.

## Llista d'obres
- Nuit d'été (1957) per a piano 4 mans
Series (1958) per dos pianos
Nocturns (1959) text del compositor per a dues sopranos i orquestra
Prospettive e Retrospettive (1959) per a piano
Trois pièces (1961) per piano i la mà esquerra
Ittrospezione I (1961) per a piano a 4 mans
Commentaire Joli (1961) per a piano a 4 mans
Étude pour les timbres (1962) per a piano
Música solista (1962) per a guitarra
Ittrospezione II (1963) per a gran orquestra 
Registres (1963) per a piano
Fragment (1965) saxofon tenor ad libitum, 2 pianos (secció dIttrospezione III [Concepte II], es pot realitzar per separat)
(arranjaments satírics de quatre cançons dels Beatles) per a veu femenina i piano 
Souvenirs d'enfance (1966) per a piano 
Anachronie I (1966-67) per a gran orquestra
El jardí de Ryoan-gi (1967) per a 3 orgues electrònics
Choralvorspiele (1969) per a el barril d'orgues
Anachronie II (1969) per a oboè, orquestra de cambra (4 corns, arpa, piano, cordes), 1969; Hoe Het is, 52 cordes, electrònica en viu
Reconstructie (1969) (amb Reinbert de Leeuw, Misha Mengelberg, Peter Schat, Jan van Vlijmen, llibret d'Hugo Claus, Harry Mulisch) Òpera moral per a solistes, 3 cors mixtes (4 veus cadascun), (orquestra de vents d'11, 7 de bronze, 2 guitarres, 11 teclats i 10 cordes), electrònica en viu 
Symfonieën de Negen de van Beethoven (1970) per a la campana de gels, i orquestra 
Spektakel (1970) per a conjunt d'improvisació (saxo [+ clarinet baix], viola, baix, orgue electrònico [+ piano], percussió [o d'altres instruments]), petita orquestra (12 vents, 4 corns, 6 de percussió)
La Voile du bonheur (1971) per a violí i piano
In Memoriam (1971) per a cinta
Canzone 3. Utinam (1972) (text del Llibre de Job) per a soprano, piano, 1962
Thanh Hoa (text per Nguyen Thay Mao), veu, piano,
Il Duce (1973) para cinta
Il Principe (1974) (text de Niccolò Machiavelli) per 2 cors mixtes, 8 dels vents, 3 trompes, tuba, baix, piano
Symfonieën der Nederlanden (1974) per a 2 o més bandes simfòniques (mínim 32 músics)
Guitarres De Staat (1972-74) (text de Plató) per a 2 sopranos, 2 mezzo-sopranos, 4 oboès (3 º, 4 º i Corn Anglès), 4 corns, 4 trompetes, 3 trombons, trombó baix, 2 arpes, 2 eléctric, 4 violes, baixjo, 2 pianos 
De Staat (1972-76) per a 2 pianos (versió de l'obra vocal)
Nederland, van Schoonheyt uw op (1975) per a banda simfònica
Unió de Treballadors (1975) pera qualsevol grup d'instruments de so alt
Passie Mattheus (1976) (text de Louis Ferron) Teatroemusical per a 8 veus mixtes, 2 oboès (ambdós + Corn Anglès), orgue Hammond, quartet de cordes, contrabaix
Hoketus (1975-76) per a 2 flautes, 2 saxos alts ad libitum, 2 baixos, 2 pianos, 2 pianos elèctrics, 2 congues
L'Orfeo (1977) (text de Lodewijk de Boer) Teatre musical per a 8 veus mixtes, lyricon, guitarra elèctrica, baix, sintetitzador, percussió
Symphonie voor losse snaren, (1978) per a 12 cordes
Laat toch vrij de straat (1978) (text per Jaap van der Merwe) per a veu, piano
Hymne a la memòria de Darius Milhaud (1978) (versió de treball de cambra)
Felicitatie (1979) per a 3 trompetes
Mausoleo (1979 rev. 1981) (texts de Mijail Bakunin, Arthur Arnould) per a 2 barítons alts i orquestra (12 de bronze, 2 arpes, címbals, 2 pianos, 2 de percussió, un mínim de 10 cordes, guitarra baix)
George Sand (1980) (text per Mia Meyer) Teatre musical per a 8 veus mixtes, 4 pianos
Un beau Baiser (1980) per a cor mixt
De Tijd (1979-81) (text de San Agustí d'Hipona), per a cor femení, conjunt de percussió, orquestra (6 flautes, 2 flautes altes, 3 clarinets, clarinet contrabaix, 6 trompetes, 2 arpes, 2 pianos, orgue Hammond, cadenes, 2 guitarres baixes)
Commentaar (1981) (text de Wilhelm Schön) per a veu, piano
Ende (1981) per a 2 gravadores Altes (1 músic)
La voce (1981) (a un text de Cesare Pavese) per a violoncel, i veu
Disco (1982) para violí, piano
Obertura d'Orfeo (1982) per a clavicordi
De Snelheid (1982-83 revisat 1984) de 3 conjunts amplificats
Y después (1983) (text de Federico García Lorca) per a veu, piano
Menuet voor Marianne (1983) per a piano
Trepidus, música solista (1983) per a piano
Doctor Nero (1984) Teatre musical
Berceuse voor Annie van Os (1985) per a piano
De Lijn (1986) per a 3 flautes
Dubbelspoor (1986 revisat 1994) música de ballet per a piano, clave, celesta, glockenspiel
De Materie (1984-88) (textos de Verlatinge van Plakkaat, Nicolaes Witsen, David Gorlaeus, Hadewijch, MHJ schoenmaekers, senyora van Domselaer-Middelkoop, Willem Kloos, Marie Curie, Françoise Giroud) Teatre musical per a soprano, tenor, 2 dones oradores, 8 veus mixtes amplificades, ampliant l'orquestra (15 vents, 13 de bronze, arpa, 2 guitarres elèctrica, 2 pianos [un + piano elèctric], fora de la fase de piano, celesta, 2 sintetitzadors, percussió 6, mínim 9 cordes, baix. Dues de llurs quatre seccions es poden realitzar per separat, com a obres de concert: Hadewijch, De Stijl
De Toren (1988, revisat 2000) per a carilló
Redet Nietzsche (1989) (text de Friedrich Nietzsche) per a altaveu, flauta, corn Anglès, clarinet, clarinet baix, fagot, 2 violins, viola, 2 Violoncels, contrabaix, 2 pianos
Enfront de la Mort (1990) per a quartet de corda amplificat
Dances (1991) (text de Joan Grant, coreografia de Bianca van Dillen) per a soprano, orquestra de cambra (arpa amplificada, piano amplificat, percussió, cordes). Es pot realitzar com una obra de concert
M is for Man, Music, Mozart (1991) (els texts pel compositor, Jeroen van der Linden, Peter Greenaway), per a veu femenina de jazz, flauta (+ piccolo), saxo soprano, saxo alt, saxo tenor, trompa, 3 trompetes, 2 trombons, trombó baix, contrabaix, piano (puntuació de TV, es pot realitzar com una obra de concert amb una cançó addicional)
Lacrimosa (1991) per a 2 fagots
Hout (1991) per a saxo tenor, guitarra elèctrica, piano, marimba (+ blocs de fusta
Romance voor Cecilia (1991) per a piano
Nadir en Zenit (1992) improvisacions sobre poemes de Sybren Polet per a veu, piano (+ sintetitzador)
... no ets esgarrapat (1992) (text de Rainer Maria Rilke) per a soprano, flauta, violoncel
Song Lines (1992) per a 3-6 saxofons
Deuxième coral (1992) per a caixa de música
La memòria de las Roses (1992) per a piano (+ piano de joguet)
Coral (1992) per a piano
M es Muziek, Monoloog en Moord (1993) (text de Lodewijk de Boer) Teatre musical
Lied (1993) per a piano
Rosa - A Horse, Drama: La mort d'un compositor (1993-94) (amb llibret de Peter Greenaway) Òpera per a 2 sopranos, tenor, 2 barítons, dona locutora, 8 veus mixtes, orquestra
Een lied van de Zee (1994) (text d'Hélène Swarth) per a veu femenina
Zilver (1994) per a flauta, clarinet, violí, cello, piano, vibràfon, marimba
Base (1994) per a piano de la mà esquerra
Esposa d'Ulises (1995) (text d'Homer, coreografia de Beppie Blankert) per a 2 sopranos, 2 contralts mostra
De Komst van Willibrord (1995) per a carilló
A Pauline O (1995) per a oboè
Machmes Wos (1996) per a veu, i piano
Trilogie van de laatste Dag (1996-97) (cadascuna de llurs tres seccions es poden realitzar per separat: (i) l'últim día (texts de Lucebert, folklore Una dona i el seu Lass) per a nen soprano, 4 veus masculines, orquestra, (i) l'Oficina d'Assistència Tècnica (texts de Lao-tsé, Kotaro Takamura) per a 4 veus femenines, piano [+ veu, koto], petita orquestra [5 vents, 2 trompes, arpa, piano (+ celesta), 2 de percussió, un mínim de 14 cordes]; (i) Classes de dansa en los ossos (text del compositor) per a cor de nens, orquestra, 1997)
Herauten De (1997) per a 3 trompes, 3 trompetes, 3 trombons, tuba, timbals
No és una Anfang (1997) per a piano
De eerste Minnaar (1998) (text per Ton Tellegen) per a nen soprano, orgue, 1998 (secció de teatre musical treball d'Oldenbarneveldt, es pot realitzar com una obra de concert)
Música vocal (1998) per a viola, electrònic en vius
Writing to Vermeer (1997-99) (amb llibret de Peter Greenaway) Òpera per a veus de 2 nens, 2 sopranos, mezzo-soprano, coro femenino, orquesta (7 vientos, 2 trompas, 2 trompetas [2 + trompeta baja], 2 arpas, 2 guitarras eléctricas, cimbalom, 2 pianos, en l'etapa clave-, 2 percusión, mínimo de 22 cuerdas), CD (música de Michel van der Aa) 
Woodpecker (1999) per percussió
Image de Moreau (1999) per a piano 
Dirck Sweelinck Missed the Prince (1999) per a clavicordi
Pasegada en tramvia pels Estats Units i retorn (1999) (text de Dino Campana), per a veu femenina italiana, violí i piano (també la versió para veu, flauta, corn, 3 trompetes, 3 trombons, violí amplificant, contrabaix, piano
 Boodschappenlijstje gifmengster van een (2000) (text del compositor) per a vocalista (també escriu), veu (es pot realitzar com Llista de la compra d'un enverinador [traduït per Gatehouse Nicoline
Inanna's Descent (2000) per a mezzosoprano, piccolo, oboè, violí, piano, 2 conjunts de percussió (4-12 músics en total), 
The New Math(s) (2000) (text de Hal Hartley) per a soprano, flauta travessera, violí, marimba, CD (música de Michel van der Aa), 2000 (puntuació de la pel·lícula, es pot realitzar com una obra de concert)
Feli-citazione música vocal (2000) per a piano
De vleugels van de herinnering (2001) (text per Larissa Tiginachvili [traducció al neerlandès]) per a veu, piano
Te beginnen om Fanfare (2001) para 6 grups de corns
La Passione (2000-02) (text de Dino Campana), per a veu femenina de jazz, violí, orquestra de cambra (7 vents, 7 de bronze, guitarra elèctrica, cimbaler, 2 pianos, sintetitzadors, percussió 2, 3 violins, guitarra baix)
Very Sharp Trumpet Sonata (2002) per a trompeta
Strijkkwartet N º 2, 'Tuin van Eros' (2002) per a quartet de cordes
Klokken voor Haarlem (2002) per a piano, celesta, sintetitzadors, vibràfon (+ glockenspiel)
Inanna (2003) els texts de Hal Hartley, Theo JH Krispijn) per a 4 veus, 3 actors, cor mixt, clarinet contrabaix, 4 saxofons, violí, pel·lícula (de Hal Hartley)
Carta de Cathy (2003) (text d'una carta de Cathy Berberian al compositor) per a veu de jazz femenina, arpa, violí, contrabaix, piano, percussió
Tuin van Eros (2003) per a violí, piano
Ruttmann Opus II, III, IV (2003) per a flauta, 3 saxofons, trompa, 3 trompetes, 3 trombons, contrabaix, piano
El pirateig de la Haia (2003) per a dos pianos
Dall'inferno Racconto (2004) (text de Dante Alighieri) per a veu femenina de jazz, orquestra de cambra (8 vents, 6 de bronze, guitarra, cimbaler, 2 pianos, 2 de percussió, un mínim de 8 cordes, guitarra baixa)
Xenia (2005) per a violí.